# Kościół Św. Bartłomieja Apostoła w Nowogrodzie Bobrzańskim
Kościół pw. Świętego Bartłomieja Apostoła w Nowogrodzie Bobrzańskim – rzymskokatolicki kościół filialny należący do parafii Wniebowzięcia Najświętszej Maryi Panny w Nowogrodzie Bobrzańskim.

## Historia
Świątynia znajduje się na terenie najstarszej części dawnego miasta Nowogród Bobrzański. Wybudował ją zakon kanoników regularnych św. Augustyna sprowadzony w 1217 przez księcia Henryka Brodatego i jego żone̯ Jadwigę. Po raz pierwszy była wzmiankowana w 1277 roku. Początkowo spełniała rolę kościoła klasztornego, a następnie – po przeniesieniu zakonników do Żagania w roku 1284 – filialnego. W latach 1540-1568 budowla należała do gminy protestanckiej. 

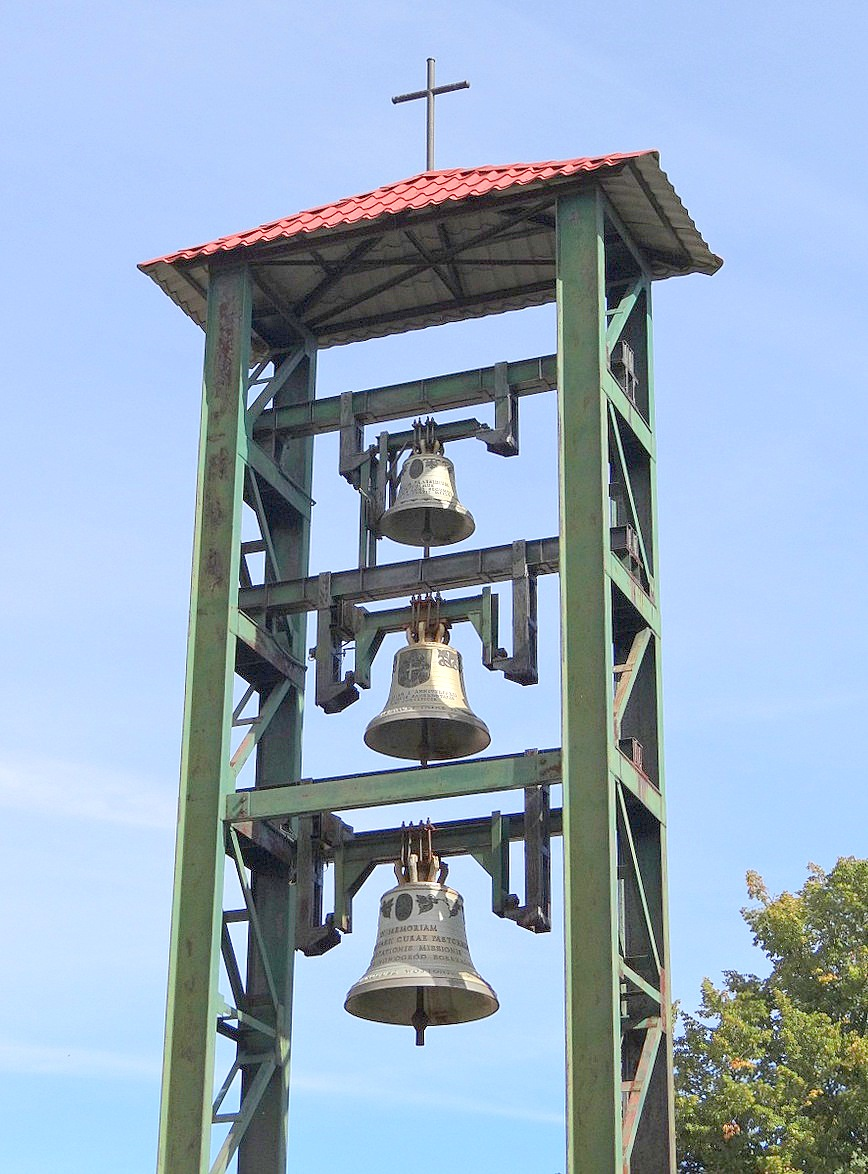
Dzwonnica

Rozpoczynając od XV wieku ten kamienny kościół wielokrotnie ulegał przebudowom. Z gotyckiej budowli zachowały się mury obwodowe prostokątnej nawy i chóru oraz zakrystia nakryta sklepieniem kolebkowym. W XVII wieku od strony zachodniej została dobudowana czworokątna wieża, w 1723 roku nawa została przykryta stropem. 
Po 1945 roku przez wiele lat nieużytkowana świątynia popadła w ruinę. W latach 1981-1984 jednonawowy kościół został odbudowany i od strony południowej rozbudowany.